# Mike Huckabee
Michael Dale "Mike" Huckabee (født 24. august 1955 i Hope i Arkansas i USA) er en amerikansk politiker som tilhører det republikanske parti. Han var guvernør i Arkansas fra 1996 til 2007. Han erklærede den 28. januar 2007 at han havde etableret en undersøgelseskomite med tanke på kandidatur i det amerikanske præsidentvalg i 2008. 

## Liv og karriere
Huckabee deler fødeby med Bill Clinton, og har ligesom Clinton været guvernør i Arkansas. Han studerede ved Ouachita Baptist University, og derefter ved Southwestern Baptist Theological Seminary i Fort Worth i Texas. Huckabee var pastor i Southern Baptist-kirker i Arkadelphia, Texarkana og Pine Bluff. Fra 1989 til 1991 var han præsident for Arkansas Baptist State Convention. Han var også præsident for et religiøst orienteret fjernsynsselskab.
I 1996 blev Huckabee udnævnt til guvernør af Arkansas efter at hans demokratiske forgænger Jim Guy Tucker var trådt tilbage som følge af Whitewaterskandalen. I 1998 vandt Huckabee guvernørvalgene med 60 % af stemmerne, og i 2002 blev han genvalgt med 53 % af stemmerne. I november 2005 blev han kåret af Time Magazine som en af USA's fem bedste guvernører.
Huckabee blev til at begynde med betragtet som outsider i kampen om den republikanske nomination til præsidentvalget i 2008, men den 28. november 2007 offentliggjorde Rasmussen Reports en meningsmåling fra forbundsstaten Iowa, hvor de første primærvalg afholdes, som viste at Huckabee havde støtte fra 28% af de spurgte, tre procentpoint mere end den indtil da ledende kandidat Mitt Romney; dette flertal blev udbygget, så den 3. januar 2008 vandt han primærvalget i Iowa med 34% mod Romney på andenpladsen med 25%.
Huckabee gjorde sig svært uheldigt bemærket i maj 2008 hvor han, under en tale til National Rifle Association of America (NRA), kom med en humoristisk ment bemærkning om præsidentkandidat Barack Obamas risiko for at blive skudt ned.